# Cabanac-Séguenville
Pour les articles homonymes, voir Cabanac (homonymie).
Cabanac-Séguenville (Cabanac e Seguenvila en occitan) est une commune française située dans le département de la Haute-Garonne, en région Occitanie. Sur le plan historique et culturel, la commune est dans le pays de Rivière-Verdun, un petit pays d'élection de l'est de la Gascogne, à l'écart des grandes voies de communication, et s'étageant sur les terrasses de la rive gauche de la Garonne, entre la vallée de la Save et la Lomagne, et se prolongeant en Gascogne toulousaine.
Exposée à un climat océanique altéré, elle est drainée par le Lambon, le ruisseau de Nadesse, le Brounan et par divers autres petits cours d'eau.
Cabanac-Séguenville est une commune rurale qui compte 187 habitants en 2022, après avoir connu un pic de population de 485 habitants en 1851. Elle fait partie de l'aire d'attraction de Toulouse. Ses habitants sont appelés les Cabavillois ou  Cabavilloises.

## Géographie

### Localisation
La commune de Cabanac-Séguenville se trouve dans le département de la Haute-Garonne, en région Occitanie.
Elle se situe à 39 km à vol d'oiseau de Toulouse, préfecture du département, et à 27 km de Léguevin, bureau centralisateur du canton de Léguevin dont dépend la commune depuis 2015 pour les élections départementales.
La commune fait en outre partie du bassin de vie de Cadours.
Les communes les plus proches sont : 
Gariès (1,5 km), Lagraulet-Saint-Nicolas (3,6 km), Cox (3,6 km), Brignemont (3,9 km), Escazeaux (4,8 km), Le Causé (5,3 km), Puysségur (5,5 km), Bellesserre (6,0 km).
Sur le plan historique et culturel, Cabanac-Séguenville fait partie du pays toulousain, une ceinture de plaines fertiles entrecoupées de bosquets d'arbres, aux molles collines semées de fermes en briques roses, inéluctablement grignotée par l'urbanisme des banlieues.
Cabanac-Séguenville est limitrophe de quatre autres communes dont deux dans le département de Tarn-et-Garonne.
Les communes limitrophes sont  Brignemont, Gariès, Lagraulet-Saint-Nicolas et Le Causé.
|                            | Gariès (Tarn-et-Garonne) |                         |
| Le Causé (Tarn-et-Garonne) | Cabanac-Séguenville      | Lagraulet-Saint-Nicolas |
|                            | Brignemont               |                         |

### Géologie et relief
La superficie de la commune est de 1 018 hectares ; son altitude varie de 177  à   284 mètres.

### Hydrographie

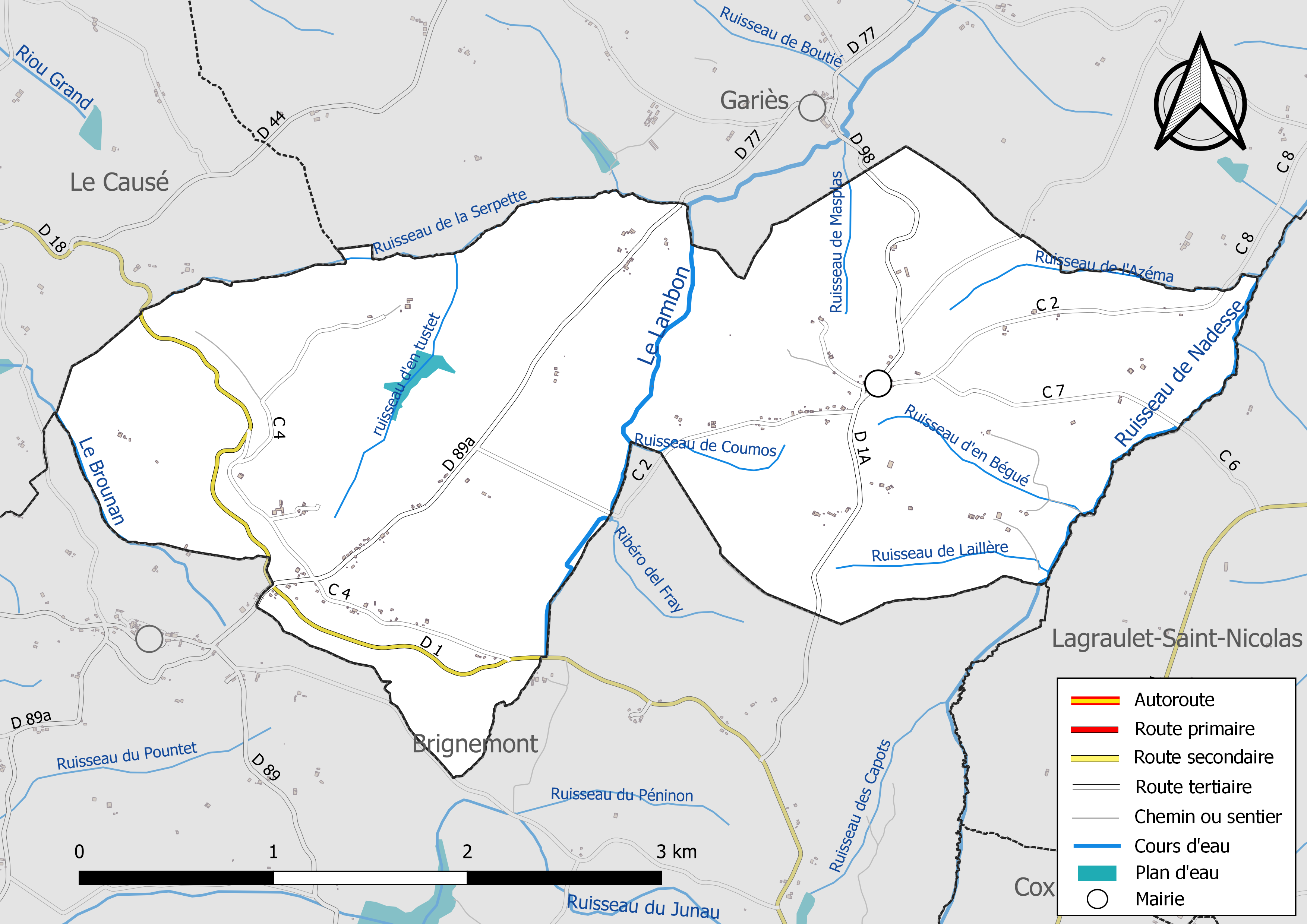
Réseaux hydrographique et routier de Cabanac-Séguenville.

La commune est dans le bassin de la Garonne, au sein du bassin hydrographique Adour-Garonne. Elle est drainée par le Lambon, le ruisseau de Nadesse, le Brounan, le ruisseau de Coumos, le ruisseau de Laillère, le ruisseau de la Serpette, le ruisseau de l'Azéma, le ruisseau de Masplas, le ruisseau d'en Bégué et le ruisseau d'en tustet, constituant un réseau hydrographique de 10 km de longueur totale,.
Le Lambon, d'une longueur totale de 25,8 km, prend sa source dans la commune de Brignemont et s'écoule du sud-ouest vers le nord-est. Il traverse la commune et se jette dans la Garonne à Mas-Grenier, après avoir traversé 9 communes.
Le ruisseau de Nadesse, d'une longueur totale de 23,9 km, prend sa source dans la commune de Cox et s'écoule du sud-ouest vers le nord-est. Il traverse la commune et se jette dans la Garonne à Verdun-sur-Garonne, après avoir traversé 7 communes.

### Climat
Pour des articles plus généraux, voir Climat de l'Occitanie et Climat de la Haute-Garonne.
En 2010, le climat de la commune est de type climat du Bassin du Sud-Ouest, selon une étude s'appuyant sur une série de données couvrant la période 1971-2000. En 2020, Météo-France publie une typologie des climats de la France métropolitaine dans laquelle la commune est exposée à un climat océanique altéré et est dans la région climatique Aquitaine, Gascogne, caractérisée par une pluviométrie abondante au printemps, modérée en automne, un faible ensoleillement au printemps, un été chaud (19,5 °C), des vents faibles, des brouillards fréquents en automne et en hiver et des orages fréquents en été (15 à 20 jours).
Pour la période 1971-2000, la température annuelle moyenne est de 13,2 °C, avec une amplitude thermique annuelle de 15,4 °C. Le cumul annuel moyen de précipitations est de 730 mm, avec 9,4 jours de précipitations en janvier et 5,7 jours en juillet. Pour la période 1991-2020, la température moyenne annuelle observée sur la station météorologique la plus proche, située sur la commune de Blagnac à 34 km à vol d'oiseau, est de 14,2 °C et le cumul annuel moyen de précipitations est de 627,0 mm,. Pour l'avenir, les paramètres climatiques de la commune estimés pour 2050 selon différents scénarios d’émission de gaz à effet de serre sont consultables sur un site dédié publié par Météo-France en novembre 2022.

### Milieux naturels et biodiversité
Aucun espace naturel présentant un intérêt patrimonial n'est recensé sur la commune dans l'inventaire national du patrimoine naturel,,.

## Urbanisme

### Typologie
Au 1er janvier 2024, Cabanac-Séguenville est catégorisée commune rurale à habitat dispersé, selon la nouvelle grille communale de densité à sept niveaux définie par l'Insee en 2022.
Elle est située hors unité urbaine. Par ailleurs la commune fait partie de l'aire d'attraction de Toulouse, dont elle est une commune de la couronne,. Cette aire, qui regroupe 527 communes, est catégorisée dans les aires de 700 000 habitants ou plus (hors Paris),.

### Voies de communication et transports
La ligne 326 du réseau Arc-en-Ciel relie la commune à la gare de Castelnau-d'Estrétefonds, desservie par des TER Occitanie effectuant des liaisons entre Toulouse-Matabiau, Montauban, Agen et Brive-la-Gaillarde.

### Risques majeurs
Le territoire de la commune de Cabanac-Séguenville est vulnérable à différents aléas naturels : météorologiques (tempête, orage, neige, grand froid, canicule ou sécheresse), inondations et séisme (sismicité très faible). Un site publié par le BRGM permet d'évaluer simplement et rapidement les risques d'un bien localisé soit par son adresse soit par le numéro de sa parcelle.
Certaines parties du territoire communal sont susceptibles d’être affectées par le risque d’inondation par débordement de cours d'eau, notamment le ruisseau de Nadesse. La commune a été reconnue en état de catastrophe naturelle au titre des dommages causés par les inondations et coulées de boue survenues en 1982, 1999 et 2009,.

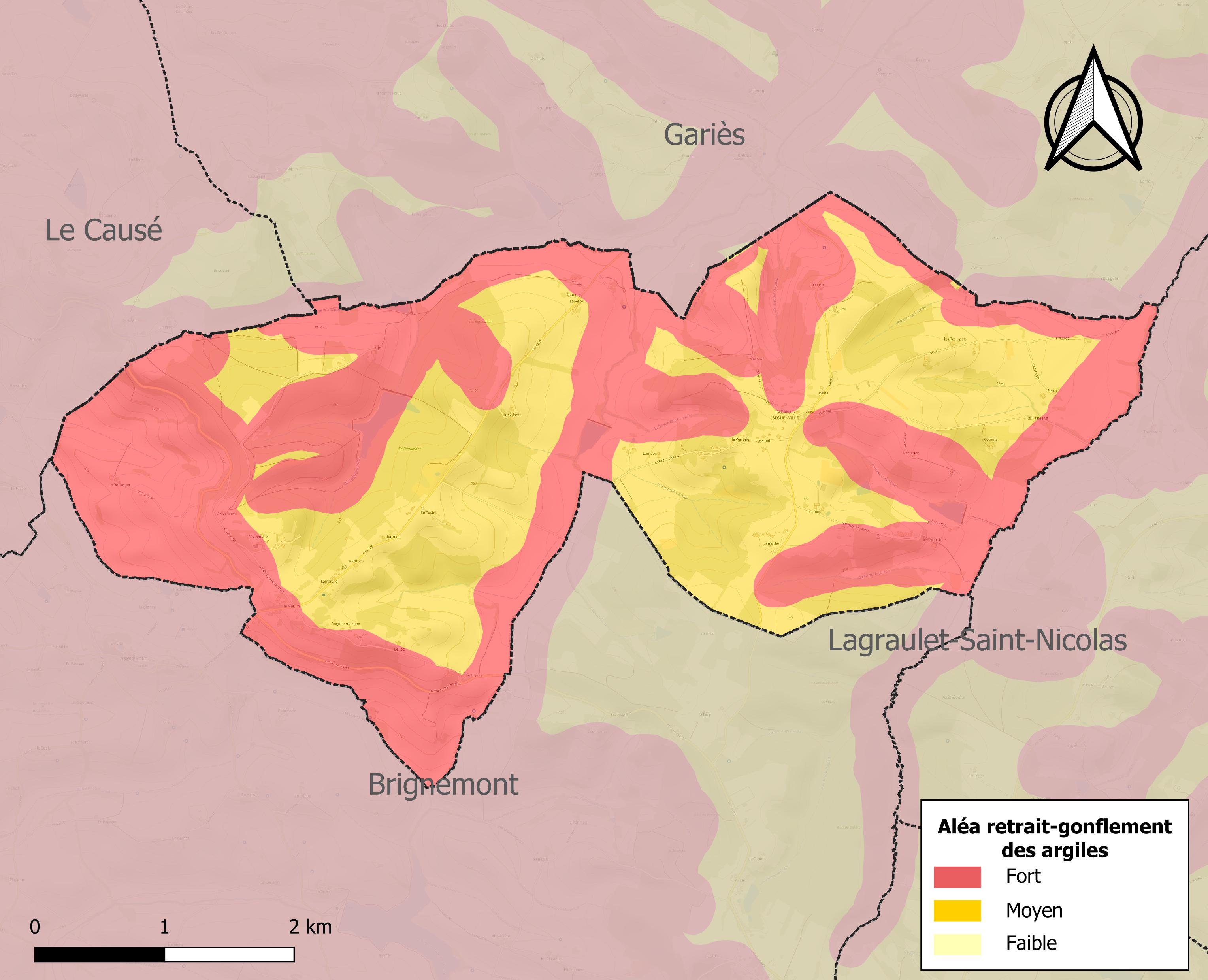
Carte des zones d'aléa retrait-gonflement des sols argileux de Cabanac-Séguenville.

Le retrait-gonflement des sols argileux est susceptible d'engendrer des dommages importants aux bâtiments en cas d’alternance de périodes de sécheresse et de pluie. La totalité de la commune est en aléa moyen ou fort (88,8 % au niveau départemental et 48,5 % au niveau national). Sur les 84 bâtiments dénombrés sur la commune en 2019, 84 sont en aléa moyen ou fort, soit 100 %, à comparer aux 98 % au niveau départemental et 54 % au niveau national. Une cartographie de l'exposition du territoire national au retrait gonflement des sols argileux est disponible sur le site du BRGM,.
Par ailleurs, afin de mieux appréhender le risque d’affaissement de terrain, l'inventaire national des cavités souterraines permet de localiser celles situées sur la commune.
Concernant les mouvements de terrains, la commune a été reconnue en état de catastrophe naturelle au titre des dommages causés par la sécheresse en 1989, 1997, 2011 et 2015, par des mouvements de terrain en 1999 et par des glissements de terrain en 1994.

## Toponymie
Voir Ségoufielle pour Séguenville.

## Histoire

### Héraldique
| Blason de Cabanac-Séguenville | Blason  | Écartelé en sautoir : au 1er de gueules au chêne d'or englanté de sinople, au 2e d'azur à la lettre C capitale d'or, au 3e d'azur à la lettre S capitale d'or, au 4e de gueules à deux tournesols au naturel tigés et feuillés de sinople, à dextre, celui de dextre plus court et brochant en partie sur celui de senestre, senestrés de deux épis feuillés d'or penchés à senestre et rangés en bande. |
| Blason de Cabanac-Séguenville | Détails | Le statut officiel du blason reste à déterminer. |

## Politique et administration

### Administration municipale
Le nombre d'habitants au recensement de 2017 étant compris entre 100 habitants et 499 habitants, le nombre de membres du conseil municipal pour l'élection de 2020 est de onze,.

### Rattachements administratifs et électoraux
Commune faisant partie de la sixième circonscription de la Haute-Garonne, de la communauté de communes des Hauts Tolosans et du canton de Léguevin (avant le redécoupage départemental de 2014, Cabanac-Séguenville faisait partie de l'ex-canton de Cadours) et avant le 1er janvier 2017 de la communauté de communes des Coteaux de Cadours.

### Liste des maires
| Période                                  | Période   | Identité           | Étiquette | Qualité                    |
| ---------------------------------------- | --------- | ------------------ | --------- | -------------------------- |
| Les données manquantes sont à compléter. |           |                    |           |                            |
| mars 1965                                | mars 2008 | Jean Ducasse       |           |                            |
| mars 2008                                | mai 2020  | Michel Pouvillon   | PS        | Retraité de l'enseignement |
| mai 2020                                 | En cours  | Anne-Marie Narguet |           | Agricultrice               |

## Population et société

### Démographie
L'évolution du nombre d'habitants est connue à travers les recensements de la population effectués dans la commune depuis 1793. Pour les communes de moins de 10 000 habitants, une enquête de recensement portant sur toute la population est réalisée tous les cinq ans, les populations de référence des années intermédiaires étant quant à elles estimées par interpolation ou extrapolation. Pour la commune, le premier recensement exhaustif entrant dans le cadre du nouveau dispositif a été réalisé en 2008.

En 2022, la commune comptait 187 habitants, en évolution de +14,72 % par rapport à 2016 (Haute-Garonne : +8,02 %, France hors Mayotte : +2,11 %).
| 1793 | 1800 | 1806 | 1821 | 1831 | 1836 | 1841 | 1846 | 1851 |
| ---- | ---- | ---- | ---- | ---- | ---- | ---- | ---- | ---- |
| 84   | 101  | 106  | 477  | 473  | 462  | 441  | 485  | 485  |

| 1856 | 1861 | 1866 | 1872 | 1876 | 1881 | 1886 | 1891 | 1896 |
| ---- | ---- | ---- | ---- | ---- | ---- | ---- | ---- | ---- |
| 429  | 409  | 406  | 403  | 362  | 330  | 337  | 319  | 296  |

| 1901 | 1906 | 1911 | 1921 | 1926 | 1931 | 1936 | 1946 | 1954 |
| ---- | ---- | ---- | ---- | ---- | ---- | ---- | ---- | ---- |
| 286  | 264  | 248  | 206  | 203  | 192  | 169  | 166  | 190  |

| 1962 | 1968 | 1975 | 1982 | 1990 | 1999 | 2006 | 2008 | 2013 |
| ---- | ---- | ---- | ---- | ---- | ---- | ---- | ---- | ---- |
| 137  | 126  | 134  | 122  | 118  | 128  | 151  | 158  | 161  |

| 2018 | 2022 | - | - | - | - | - | - | - |
| ---- | ---- | - | - | - | - | - | - | - |
| 177  | 187  | - | - | - | - | - | - | - |

| selon la population municipale des années : | 1968 | 1975 | 1982 | 1990 | 1999 | 2006 | 2009 | 2013 |
| Rang de la commune dans le département      | 393  | 394  | 408  | 416  | 421  | 419  | 414  | 425  |
| Nombre de communes du département           | 592  | 582  | 586  | 588  | 588  | 588  | 589  | 589  |

### Enseignement
Cabanac-Séguenville fait partie de l'académie de Toulouse. Les élèves du primaire travaillent à Cox, les collégiens au collège de Cadours, et les lycéens étudient au lycée de L'Isle-Jourdain.

### Sports
Chasse, pétanque.

### Écologie et recyclage
Une déchetterie est présente dans la commune de Cadours.

## Économie

### Revenus
En 2018  (données Insee publiées en septembre 2021), la commune compte 71 ménages fiscaux, regroupant 182 personnes. La médiane du revenu disponible par unité de consommation est de 21 040 € (23 140 € dans le département).

### Emploi
|                | 2008  | 2013  | 2018  |
| -------------- | ----- | ----- | ----- |
| Commune        | 1 %   | 7,1 % | 6 %   |
| Département    | 7,7 % | 9,6 % | 9,3 % |
| France entière | 8,3 % | 10 %  | 10 %  |

En 2018, la population âgée de 15 à 64 ans s'élève à 100 personnes, parmi lesquelles on compte 81 % d'actifs (75 % ayant un emploi et 6 % de chômeurs) et 19 % d'inactifs,. Depuis 2008, le taux de chômage communal (au sens du recensement) des 15-64 ans est inférieur à celui de la France et du département.
La commune fait partie de la couronne de l'aire d'attraction de Toulouse, du fait qu'au moins 15 % des actifs travaillent dans le pôle,. Elle compte 24 emplois en 2018, contre 16 en 2013 et 22 en 2008. Le nombre d'actifs ayant un emploi résidant dans la commune est de 75, soit un indicateur de concentration d'emploi de 31,8 % et un taux d'activité parmi les 15 ans ou plus de 56,3 %.
Sur ces 75 actifs de 15 ans ou plus ayant un emploi, 23 travaillent dans la commune, soit 31 % des habitants. Pour se rendre au travail, 92 % des habitants utilisent un véhicule personnel ou de fonction à quatre roues, 1,3 % les transports en commun, 2,7 % s'y rendent en deux-roues, à vélo ou à pied et 4 % n'ont pas besoin de transport (travail au domicile).

### Activités hors agriculture
11 établissements sont implantés  à Cabanac-Séguenville au 31 décembre 2019.
Le secteur du commerce de gros et de détail, des transports, de l'hébergement et de la restauration est prépondérant sur la commune puisqu'il représente 36,4 % du nombre total d'établissements de la commune (4 sur les 11 entreprises implantées  à Cabanac-Séguenville), contre 25,9 % au niveau départemental.

### Agriculture
La commune est dans les « Coteaux du Gers », une petite région agricole occupant une partie nord-ouest du département de la Haute-Garonne, caractérisée par une succession de coteaux peu accidentés, les surfaces cultivées étant entièrement dévolues aux grandes cultures. En 2020, l'orientation technico-économique de l'agriculture  sur la commune est l'exploitation de grandes cultures (hors céréales et oléoprotéagineuses).
|               | 1988 | 2000 | 2010 | 2020 |
| ------------- | ---- | ---- | ---- | ---- |
| Exploitations | 19   | 14   | 13   | 13   |
| SAU (ha)      | 654  | 587  | 627  | 795  |

Le nombre d'exploitations agricoles en activité et ayant leur siège dans la commune est passé de 19 lors du recensement agricole de 1988  à 14 en 2000 puis à 13 en 2010 et enfin à 13 en 2020, soit une baisse de 32 % en 32 ans. Le même mouvement est observé à l'échelle du département qui a perdu pendant cette période 57 % de ses exploitations,. La surface agricole utilisée sur la commune a quant à elle augmenté, passant de 654 ha en 1988 à 795 ha en 2020. Parallèlement la surface agricole utilisée moyenne par exploitation a augmenté, passant de 34 à 61 ha.

## Culture locale et patrimoine

### Lieux et monuments
- Église Notre-Dame de Cabanac-Séguenville.
- Église Saint-Jean-Baptiste (à Séguenville).

## Pour approfondir